# Petras Algirdas Miškinis
Petras Algirdas Miškinis (* 2. Dezember 1936 in Saldutiškis, Rajongemeinde Utena; † 2003 in Kaunas) war ein litauischer Jurist und Politiker, Mitglied des Seimas, Zivil- und Handelsrechtler.

## Leben
Nach dem Abitur 1955 an der Mittelschule Dusetos absolvierte er 1960 das der Rechtswissenschaften an der Rechtsfakultät der Universität Vilnius und 1969 die Aspirantur am Institut für Wirtschaft. 1972 promovierte er am Institut für Recht in Belarus.
1982 war er Hochschullehrer am Kauno politechnikos institutas, 1989 Dozent an der Vytauto Didžiojo universitetas. Von 1988 bis 1992 arbeitete er als Rechtsanwalt und leitete die Anwaltskanzlei. Von 1992 bis 1996 war er Mitglied des Seimas. Von 1996 bis 1998 war er Leiter des Lehrstuhls für Recht an der VDU. Danach lehrte er am Lehrstuhl für Zivil- und Handelsrecht der Lietuvos teisės universitetas.
Mit Frau Birutė hatte er den Sohn Algirdas Miškinis (* 1958), Anwalt, Professor der MRU, und die Tochter Rūta, Juristin.